# 龍造寺家晴
龍造寺 家晴（りゅうぞうじ いえはる）は、安土桃山時代から江戸時代初期にかけての武将。肥前国佐賀藩の重臣。龍造寺四家の一つ・諫早鍋島家（諫早氏）初代当主。
はじめ千葉胤繁（胤茂）の娘を妻とするが、天正14年（1586年）に亡くなった。後妻に龍造寺隆信の娘を迎えた。

## 生涯
龍造寺鑑兼の子として誕生した。七郎左衛門、または式部左衛門を称した。官職は兵庫頭、上総介。諱は、はじめ家晴、のち信重を名乗った。
元亀元年（1570年）、大友宗麟が佐賀城を攻めて以来、これと戦った。龍造寺勢が大友勢を退けると、家晴は小田から蓮池城に移り、筑後国の境を守った。
天正7年（1579年）、龍造寺隆信が筑後を平定すると、家晴は南関に移り、肥後に備えた。
同8年（1580年）の筑後国柳川城攻めにおいて第三陣を率いて出陣した。龍造寺氏にとっては大恩ある蒲池鑑盛の嫡子・鎮漣を謀殺し、その一族をも皆殺しにした隆信とやや距離を置き、蒲池氏一族の蒲池貞久を家臣にしている。同12年（1584年）に柳川城主となる。その後に隆信が沖田畷の戦いで戦死し、龍造寺氏勢力が動揺する最中に大友宗麟勢の立花道雪、高橋紹運による侵攻を防いでいる。
主君・隆信の跡を継いだ龍造寺政家は、天正15年（1587年）6月に行われた豊臣秀吉の九州平定に伴う国割り（九州国分）により、肥前7郡の所領を安堵されたものの筑後の所領を没収された。そのため柳川城は立花宗茂の与力、三池鎮実に給され、家晴は所領を失った。家晴は大坂への帰途にあった秀吉を追い、下関の赤間関にて嘆願した結果、九州平定に参陣しなかった肥前高来郡伊佐早領主・西郷信尚の所領を没収して与えられることが決せられた。同年8月に家晴は自軍の2,500騎、政家よりの援軍1,000騎を併せた軍勢で伊佐早を攻め、西郷信尚を居城の高城城から島原に追って所領とし、地名の字を諫早に改めた。
慶長5年（1600年）、関ヶ原の戦いにおいて、伏見城攻撃に参加した鍋島勝茂に従っていたが、勝茂は途中で徳川方に応じ、本国に戻り、西軍方と戦った。
龍造寺氏の領国の実権を握った鍋島氏と龍造寺隆信の孫・高房の相克における幕府からの呼び出しに際しては龍造寺信周、龍造寺長信と共に上京し、鍋島氏への権力移譲を容認した。
慶長18年（1613年）、死去した。享年59。諫早の天祐寺に葬られた。
以後、家督を継いだ嫡子・直孝より龍造寺の名を憚り諫早へと改姓し、幕末まで龍造寺四家の一つとして存続した。また、長男の清直は「鷹屋入壷（後に入古）」と改名して毛利氏に仕え、子孫は長州藩士として存続している。